# Villard-Sallet
 Villard-Sallet  es una población y comuna francesa, en la región de Ródano-Alpes, departamento de Saboya, en el distrito de Chambéry y cantón de La Rochette.

## Demografía
| 181 | 193 | 191 | 202 | 217 | 225 |
| Para los censos de 1962 a 1999 la población legal corresponde a la población sin duplicidades (Fuente: INSEE [Consultar]) |     |     |     |     |     |